# Urzędów
Urzędów è un comune rurale polacco del distretto di Kraśnik, nel voivodato di Lublino, nella Polonia orientale. Ricopre una superficie di 119,06 km² e nel 2004 contava 8 857 abitanti.

## Geografia
Si trova nella Piccola Polonia, a circa 9 km a nord-ovest di Kraśnik e 42 km a sud-ovest della capitale regionale Lublino. Urzędów si trova sul fiume Urzędówka, tra le colline dell'Altopiano di Lublino.

## Storia
In passato, era uno dei principali centri urbani della Piccola Polonia orientale, situato su una strada mercantile da Cracovia a Lublino. Alla città fu concesso diritti di Magdeburgo nel 1405 dal re Władysław Jagiełło, in sostituzione di due villaggi - Zaborzyce e Skorczyce - che erano esistiti nella località di Urzędów. Nel 1474 divenne la sede di una contea del Voivodato di Lublino, che nello stesso anno fu incorporata nel Voivodato di Sandomierz. Urzędów rimase un importante centro urbano della zona fino alla metà del XVII secolo, quando, dopo lunghi conflitti con i cosacchi e gli svedesi fu bruciata.

### Ebrei
Durante il regno di Augusto III, le persone che vivevano a Urzędów si lamentavano ripetutamente di essere oppresse dagli ebrei. Nel 1791 chiesero a Starost Kazimierz Rzewuski di espellere gli ebrei rimasti dalla città. Nel 1781 c'erano solo 11 ebrei a Urzędów (lo 0,5% dell'intera popolazione). Fu solo dopo il 1862 che Urzędów iniziò a ricevere un costante afflusso di ebrei. Sebbene piccola, la comunità ebraica era attiva nella vita sociale ed economica della città. Nel 1889 c'erano 3 017 abitanti a Urzędów, di cui 242 (8%) erano ebrei. Nel 1900 era abitata da 3 620 persone, di cui 303 ebrei (8,37%).
Prima dello scoppio della seconda guerra mondiale circa 40 famiglie ebree vivevano a Urzędów (cioè circa 300 persone). Durante la guerra, il 23 settembre 1939, le autorità di occupazione tedesche ordinarono che i bambini ebrei fossero banditi dalle scuole statali. Dal 5 gennaio 1940 gli ebrei dovettero indossare una fascia con la stella di Davide sul loro braccio sinistro. Nell'ottobre del 1942 gli ebrei di Urzędów furono trasportati nel ghetto di Kraśnik e nel campo di lavoro forzato di Budzyń.
Durante l'occupazione nazista, 300 ebrei di Urzędów furono uccisi. Il cimitero ebraico fu saccheggiato durante la seconda guerra mondiale e in seguito. Nel 1993, gli abitanti locali organizzarono una targa a forma di matzevot in memoria degli ebrei di Urzędów uccisi dai nazisti dal 1939 al 1944. Nell'agosto 2012 è stato scoperto che la placca era piena di graffiti e l'area sommersa da bottiglie rotte di alcol e rifiuti.

## Gemellaggio
Urzędów è gemellato con:
- Nádudvar
- Stara Vyzhivka